# E-Prix di Città del Messico 2023
L'E-Prix di Città del Messico 2023 è stato il primo appuntamento del Campionato mondiale di Formula E 2022-2023, che si è tenuto all'Autodromo Hermanos Rodríguez il 14 gennaio 2023.
La gara è stata vinta dall'inglese Jake Dennis, seguito da Pascal Wehrlein e Lucas Di Grassi.

## Prove libere
| Pos.           | No.            | Pilota              | Squadra                | Tempo          |
| Prove libere 1 | Prove libere 1 | Prove libere 1      | Prove libere 1         | Prove libere 1 |
| -------------- | -------------- | ------------------- | ---------------------- | -------------- |
| 1              | 25             | Jean-Éric Vergne    | DS Penske              | 1:13.294       |
| 2              | 5              | Jake Hughes         | Neom McLaren Formula E | 1:13.386       |
| 3              | 3              | Sérgio Sette Câmara | NIO 333 Racing         | 1:13.732       |
| Prove libere 2 |                |                     |                        |                |
| 1              | 94             | Pascal Wehrlein     | TAG Heuer Porsche      | 1:13.496       |
| 2              | 25             | Jean-Éric Vergne    | DS Penske              | 1:13.500       |
| 3              | 3              | Sérgio Sette Câmara | NIO 333 Racing         | 1:13.506       |

## Qualifiche
| Gruppo A | Gruppo A | Gruppo A               | Gruppo A                 | Gruppo A  |
| Pos.     | No.      | Pilota                 | Squadra                  | Qualifica |
| -------- | -------- | ---------------------- | ------------------------ | --------- |
| 1        | 36       | André Lotterer         | Avalance Andretti        | 1:13.405  |
| 2        | 16       | Sébastien Buemi        | Envision Racing          | 1:13.431  |
| 3        | 11       | Lucas Di Grassi        | Mahindra Racing          | 1:13.461  |
| 4        | 23       | Sacha Fenestraz        | Nissan e.dams            | 1:13.502  |
| 5        | 13       | António Félix da Costa | TAG Heuer Porsche        | 1:13.504  |
| 6        | 25       | Jean-Éric Vergne       | DS Penske                | 1:13.563  |
| 7        | 3        | Sérgio Sette Câmara    | NIO 333 Racing           | 1:13.613  |
| 8        | 58       | René Rast              | Neom McLaren Formula E   | 1:13.635  |
| 9        | 7        | Maximilian Günther     | Maserati MSG Racing      | 1:13.742  |
| 10       | 4        | Robin Frijns           | ABT Cupra Formula E Team | 1:14.125  |
| 11       | 10       | Sam Bird               | Jaguar TCS Racing        | 1:14.145  |

| Gruppo B | Gruppo B | Gruppo B          | Gruppo B                 | Gruppo B  |
| Pos.     | No.      | Pilota            | Squadra                  | Qualifica |
| -------- | -------- | ----------------- | ------------------------ | --------- |
| 1        | 27       | Jake Dennis       | Avalance Andretti        | 1:13.074  |
| 2        | 33       | Dan Ticktum       | NIO 333 Racing           | 1:13.287  |
| 3        | 5        | Jake Hughes       | Neom McLaren Formula E   | 1:13.302  |
| 4        | 94       | Pascal Wehrlein   | TAG Heuer Porsche        | 1:13.359  |
| 5        | 9        | Mitch Evans       | Jaguar TCS Racing        | 1:13.405  |
| 6        | 37       | Nick Cassidy      | Envision Racing          | 1:13.415  |
| 7        | 1        | Stoffel Vandoorne | DS Penske                | 1:13.450  |
| 8        | 48       | Edoardo Mortara   | Maserati MSG Racing      | 1:13.618  |
| 9        | 51       | Nico Müller       | ABT Cupra Formula E Team | 1:13.776  |
| 10       | 17       | Norman Nato       | Nissan e.dams            | 1:13.785  |
| 11       | 8        | Oliver Rowland    | Mahindra Racing          | 1:14.043  |

|  | Quarti di finale | Quarti di finale | Quarti di finale |     |          | Semifinale | Semifinale | Semifinale |  |  | Finale | Finale | Finale |  |
|  |                  |                  |                  |     |          |            |            |            |  |  |        |        |        |  |
|  | DIG              | DIG              | 1:13.081         |     |          |            |            |            |  |  |        |        |        |  |
|  | DIG              | DIG              | 1:13.081         |     |          |            |            |            |  |  |        |        |        |  |
|  | BUE              | BUE              | 1:13.100         |     |          |            |            |            |  |  |        |        |        |  |
|  | BUE              | BUE              | 1:13.100         |     | DIG      | DIG        | 1:13.012   |            |  |  |        |        |        |  |
|  |                  |                  |                  |     | DIG      | DIG        | 1:13.012   |            |  |  |        |        |        |  |
|  |                  |                  | LOT              | LOT | 1:14.551 |            |            |            |  |  |        |        |        |  |
|  | FEN              | FEN              | LOT              | LOT | 1:14.551 | 1:13.220   |            |            |  |  |        |        |        |  |
|  | FEN              | FEN              |                  |     |          |            |            |            |  |  |        |        |        |  |
|  | LOT              | LOT              | 1:13.176         |     |          |            |            |            |  |  |        |        |        |  |
|  | LOT              | LOT              | 1:13.176         |     | DIG      | DIG        | 1:13.575   |            |  |  |        |        |        |  |
|  |                  |                  |                  |     |          |            |            |            |  |  |        |        |        |  |
|  |                  |                  | DEN              | DEN | 1:16.516 |            |            |            |  |  |        |        |        |  |
|  | HUG              | HUG              | DEN              | DEN | 1:16.516 | 1:12.788   |            |            |  |  |        |        |        |  |
|  | HUG              | HUG              |                  |     |          |            |            |            |  |  |        |        |        |  |
|  | TIC              | TIC              | 1:12.922         |     |          |            |            |            |  |  |        |        |        |  |
|  | TIC              | TIC              | 1:12.922         |     | HUG      | HUG        | 1:12.721   |            |  |  |        |        |        |  |
|  |                  |                  |                  |     | HUG      | HUG        | 1:12.721   |            |  |  |        |        |        |  |
|  |                  |                  | DEN              | DEN | 1:12.595 |            |            |            |  |  |        |        |        |  |
|  | DEN              | DEN              | DEN              | DEN | 1:12.595 | 1:13.002   |            |            |  |  |        |        |        |  |
|  | DEN              | DEN              |                  |     |          |            |            |            |  |  |        |        |        |  |
|  | WEH              | WEH              | 1:13.031         |     |          |            |            |            |  |  |        |        |        |  |

| Risultati qualifica | Risultati qualifica | Risultati qualifica    | Risultati qualifica      | Risultati qualifica | Risultati qualifica | Risultati qualifica | Risultati qualifica | Risultati qualifica |
| Pos.                | No.                 | Pilota                 | Squadra                  | Gruppi              | Quarti              | Semifinali          | Finale              | Griglia             |
| ------------------- | ------------------- | ---------------------- | ------------------------ | ------------------- | ------------------- | ------------------- | ------------------- | ------------------- |
| 1                   | 11                  | Lucas Di Grassi        | Mahindra Racing          | 1:13.461            | 1:13.081            | 1:13.012            | 1:13.575            | 1                   |
| 2                   | 27                  | Jake Dennis            | Avalance Andretti        | 1:13.074            | 1:13.002            | 1:12.595            | 1:16.516            | 2                   |
| 3                   | 5                   | Jake Hughes            | Neom McLaren Formula E   | 1:13.302            | 1:12.788            | 1:12.721            |                     | 3                   |
| 4                   | 36                  | André Lotterer         | Avalance Andretti        | 1:13.405            | 1:13.176            | 1:14.551            | 4                   |                     |
| 5                   | 33                  | Dan Ticktum            | NIO 333 Racing           | 1:13.287            | 1:12.922            |                     | 5                   |                     |
| 6                   | 94                  | Pascal Wehrlein        | TAG Heuer Porsche        | 1:13.359            | 1:13.031            | 6                   |                     |                     |
| 7                   | 16                  | Sébastien Buemi        | Envision Racing          | 1:13.431            | 1:13.100            | 7                   |                     |                     |
| 8                   | 23                  | Sacha Fenestraz        | Nissan e.dams            | 1:13.502            | 1:13.220            | 8                   |                     |                     |
| 9                   | 13                  | António Félix da Costa | TAG Heuer Porsche        | 1:13.504            |                     | 9                   |                     |                     |
| 10                  | 9                   | Mitch Evans            | Jaguar TCS Racing        | 1:13.405            | 10                  |                     |                     |                     |
| 11                  | 25                  | Jean-Éric Vergne       | DS Penske                | 1:13.563            | 11                  |                     |                     |                     |
| 12                  | 37                  | Nick Cassidy           | Envision Racing          | 1:13.415            | 12                  |                     |                     |                     |
| 13                  | 3                   | Sérgio Sette Câmara    | NIO 333 Racing           | 1:13.613            | 13                  |                     |                     |                     |
| 14                  | 1                   | Stoffel Vandoorne      | DS Penske                | 1:13.450            | 14                  |                     |                     |                     |
| 15                  | 58                  | René Rast              | Neom McLaren Formula E   | 1:13.635            | 15                  |                     |                     |                     |
| 16                  | 48                  | Edoardo Mortara        | Maserati MSG Racing      | 1:13.618            | 16                  |                     |                     |                     |
| 17                  | 7                   | Maximilian Günther     | Maserati MSG Racing      | 1:13.742            | 17                  |                     |                     |                     |
| 18                  | 51                  | Nico Müller            | ABT Cupra Formula E Team | 1:13.776            | 18                  |                     |                     |                     |
| 19                  | 4                   | Robin Frijns           | ABT Cupra Formula E Team | 1:14.125            | 19                  |                     |                     |                     |
| 20                  | 17                  | Norman Nato            | Nissan e.dams            | 1:13.785            | 20                  |                     |                     |                     |
| 21                  | 10                  | Sam Bird               | Jaguar TCS Racing        | 1:14.145            | 21                  |                     |                     |                     |
| 22                  | 8                   | Oliver Rowland         | Mahindra Racing          | 1:14.043            | 22                  |                     |                     |                     |

## Gara
| Pos. | No. | Pilota                 | Squadra                  | Giri | Tempo/Ritiro | Griglia | Punti |
| ---- | --- | ---------------------- | ------------------------ | ---- | ------------ | ------- | ----- |
| 1    | 27  | Jake Dennis            | Avalance Andretti        | 41   | 58:25.974    | 2       | 25+1  |
| 2    | 94  | Pascal Wehrlein        | TAG Heuer Porsche        | 41   | +7.816       | 6       | 18    |
| 3    | 11  | Lucas Di Grassi        | Mahindra Racing          | 41   | +18.611      | 1       | 15+3  |
| 4    | 36  | André Lotterer         | Avalance Andretti        | 41   | +19.161      | 4       | 12    |
| 5    | 5   | Jake Hughes            | Neom McLaren Formula E   | 41   | +20.289      | 3       | 10    |
| 6    | 16  | Sébastien Buemi        | Envision Racing          | 41   | +20.714      | 7       | 8     |
| 7    | 13  | António Félix da Costa | TAG Heuer Porsche        | 41   | +21.051      | 9       | 6     |
| 8    | 9   | Mitch Evans            | Jaguar TCS Racing        | 41   | +24.758      | 10      | 4     |
| 9    | 37  | Nick Cassidy           | Envision Racing          | 41   | +29.150      | 12      | 2     |
| 10   | 1   | Stoffel Vandoorne      | DS Penske                | 41   | +29.662      | 14      | 1     |
| 11   | 7   | Maximilian Günther     | Maserati MSG Racing      | 41   | +30.276      | 17      |       |
| 12   | 25  | Jean-Éric Vergne       | DS Penske                | 41   | +31.141      | 11      |       |
| 13   | 8   | Oliver Rowland         | Mahindra Racing          | 41   | +31.537      | 22      |       |
| 14   | 51  | Nico Müller            | ABT Cupra Formula E Team | 41   | +31.951      | 18      |       |
| 15   | 23  | Sacha Fenestraz        | Nissan e.dams            | 41   | +32.355      | 8       |       |
| 16   | 3   | Sérgio Sette Câmara    | NIO 333 Racing           | 41   | +35.205      | 13      |       |
| 17   | 33  | Dan Ticktum            | NIO 333 Racing           | 41   | +1:14.372    | 5       |       |
| 18   | 58  | René Rast              | Neom McLaren Formula E   | 37   | Incidente    | 15      |       |
| Rit  | 48  | Edoardo Mortara        | Maserati MSG Racing      | 18   | Incidente    | 16      |       |
| Rit  | 10  | Sam Bird               | Jaguar TCS Racing        | 6    | Trasmissione | 21      |       |
| Rit  | 17  | Norman Nato            | Nissan e.dams            | 3    | Sospensione  | 20      |       |
| Rit  | 4   | Robin Frijns           | ABT Cupra Formula E Team | 1    | Collisione   | 19      |       |

## Classifiche
La classifica dopo la gara:
Classifica piloti
| Pos | Pilota                 | Punti |
| --- | ---------------------- | ----- |
| 1   | Jake Dennis            | 26    |
| 2   | Pascal Wehrlein        | 18    |
| 3   | Lucas Di Grassi        | 18    |
| 4   | André Lotterer         | 12    |
| 5   | Jake Hughes            | 10    |
| 6   | Sébastien Buemi        | 8     |
| 7   | António Félix da Costa | 6     |
| 8   | Mitch Evans            | 4     |
| 9   | Nick Cassidy           | 2     |
| 10  | Stoffel Vandoorne      | 1     |
| 11  | Maximilian Günther     | 0     |
| 12  | Jean-Éric Vergne       | 0     |
| 13  | Oliver Rowland         | 0     |
| 14  | Nico Müller            | 0     |
| 15  | Sacha Fenestraz        | 0     |
| 16  | Sérgio Sette Câmara    | 0     |
| 17  | Dan Ticktum            | 0     |
| 18  | René Rast              | 0     |
| —   | Edoardo Mortara        | —     |
| —   | Sam Bird               | —     |
| —   | Norman Nato            | —     |
| —   | Robin Frijns           | —     |

Classifica squadre
| Pos | Squadra                  | Punti |
| --- | ------------------------ | ----- |
| 1   | Avalance Andretti        | 38    |
| 2   | TAG Heuer Porsche        | 24    |
| 3   | Mahindra Racing          | 18    |
| 4   | Neom McLaren Formula E   | 10    |
| 5   | Envision Racing          | 10    |
| 6   | Jaguar TCS Racing        | 4     |
| 7   | DS Penske                | 1     |
| 8   | Maserati MSG Racing      | 0     |
| 9   | ABT Cupra Formula E Team | 0     |
| 10  | Nissan e.dams            | 0     |
| 11  | NIO 333 Racing           | 0     |